# Zeidae
Zeidae é uma família de peixes actinopterígeos pertencentes à ordem Zeiformes, subordem Zeieidei.